# Wolfgang Kolczyk
Wolfgang Kolczyk (* 28. August 1971 in Berlin) ist ein ehemaliger deutscher Fußballspieler.

## Spielerkarriere
Wolfgang Kolczyk spielte in der Jugend für Tennis Borussia Berlin. Von dort wechselte er 1987 in den Nachwuchs von Hertha BSC. Dort sorgte er mit der Amateurmannschaft in der Spielzeit 1992/93 im DFB-Pokal für Furore, als er mit den sogenannten Hertha-Bubis bis ins Finale einzog. Auf dem Weg dorthin wurden unter anderem Titelverteidiger Hannover 96 (4:3) und der Bundesligist 1. FC Nürnberg (2:1) bezwungen. Im Halbfinale musste Kolczyk aufgrund einer in der Partie gegen Türkiyemspor Berlin zugezogenen Verletzung zugucken, während seine Kollegen im Berliner Olympiastadion gegen den Chemnitzer FC mit 2:1 gewannen. Durch diesen Erfolg sicherten sich die Amateure die Endspielteilnahme an selber Stätte. Im Finale gegen Bayer 04 Leverkusen stand Wolfgang Kolczyk in der Startelf, konnte jedoch nicht verhindern, dass der Favorit durch einen Treffer von Ulf Kirsten den Pokal gewinnen konnte. Anders als seine Mitspieler aus dem Finale wie zum Beispiel Christian Fiedler, Carsten Ramelow und Andreas Schmidt gelang Kolczyk der Sprung in die Zweitliga-Mannschaft von Hertha nicht, auch wenn er dort für eine Saison im Kader stand.
Kolczyk spielte bis 1997 für die Hertha Amateure, bevor er zum SC Staaken wechselte. Dort musste er seine Fußballerkarriere wegen Knieproblemen beenden.